# Kido
Kido (鬼道) is een vorm van magie die gebruikt wordt door shinigami in de Japanse anime- en mangaserie Bleach.

## Kido in het algemeen
Kido-spreuken worden door shinigami voor verschillende redenen gebruikt. Er zijn spreuken voor de aanval, helen en het vastzetten van de tegenstander. Net als magie moet er een formule worden uitgesproken voordat kido effect heeft. Het wordt uitgevoerd door de spirituele energie te concentreren op een bepaald punt in een bepaalde vorm.
De meeste kido-spreuken kunnen worden ondergebracht in twee groepen: Bakudo (縛道) en Hado (破道). Bakudo is gericht op het vastzetten of opsporen van de tegenstander en zijn niet gericht op de aanval. Al kunnen sommige Bakudo pijnlijk al dan niet dodelijk zijn voor de tegenstanders. Hado is er altijd op gericht om de tegenstander aan te vallen. Meestal is er een vorm van energiebal bij deze kido.
Met uitzondering van helende kido, die geen spreuk en naam heeft, bestaat kido uit vier stappen die moeten worden genomen voordat kido uitgevoerd wordt:
1. De formule van de kido opzeggen
2. De categorie opnoemen (Bakudo of Hado)
3. Het nummer van de kido opzeggen
4. De naam van de kido opzeggen

Het nummer van de kido geeft aan of het een makkelijke spreuk is of een moeilijke. Nummer 1 is simpel en nummer 99 is de lastigste spreuk. Met voldoende training kan de eerste stap worden overgeslagen zodat kido snel in een gevecht kan worden gebruikt. Dit heet isho haki. Het gebruik hiervan zorgt er wel voor dat het effect van de kido is verminderd. Hoeveel het verminderd is ligt aan de vaardigheid van de gebruiker. Isho haki is moeilijker bij kido met een hoog nummer, doordat het uitvoeren van die kido al lastig is als de formule wel wordt opgezegd. De kracht van de kido hangt af van de vaardigheid van de gebruiker, een makkelijke kudo kan verwoestend zijn als die door een krachtige gebruiker wordt gebruikt.
Er kunnen verschillende kido-spreuken tegelijkertijd worden gebruikt. Isane Kotetsu gebruikte Bakudo nummer 58 om Sosuke Aizen en Gin Ichimaru op te sporen in Soul Society en daarna nummer 77 om die informatie naar elke captain en luitenant van de Gotei 13 te versturen. Rukia Kuchiki heeft ook twee kido spreuken tegelijk gebruikt door na elke zin van spreuk te wisselen.
Kido kan ook gecombineerd worden met andere gevechtsvormen. Yoruichi Shihouin maakt gebruik van shunko (瞬閧), dat kido combineert met man-tegen-mangevechten om de spirituele kracht op de rug en schouders te concentreren, zodat ze sneller kan bewegen en haar aanval versterken.

## Lijst van Kido-spreuken

### Bakudo
| Nummer             | Naam                                                              | Effect |
| ------------------ | ----------------------------------------------------------------- | --- |
| 1                  | Sai Beperking                                                     | Zorgt ervoor dat de handen van de tegenstander op zijn rug worden geplaatst. |
| 4                  | Hainawa Kruipend touw                                             | Een touw van spirituele kracht wordt om de tegenstander zijn armen geplaatst. |
| 8                  | Seki Afkering                                                     | Creëert een rond schild dat alles waarmee het in contact komt afduwt. |
| 9                  | Geki Staking                                                      | Brengt de tegenstander in rood licht wat een verlammend effect heeft. |
| 21                 | Sekienton Rode Rook                                               | Creëert een rood rookgordijn. |
| 30 Shitotsu sansen | Creëert een driehoek die drie punten afvuurt naar de tegenstander | |
| 37                 | Tsuriboshi Hangende ster                                          | Creëert een stervormig vangnet. |
| 58                 | Kakushitsuijaku Bijeenroepen van de volgende mussen               | Spoort op en volgt de persoon waar de gebruiker zich op richt. |
| 61                 | Rikujōkōrō Gevangenis van zes lichtstralen                        | Zorgt ervoor dat er zes lichtstralen de tegenstander doorboren dat hem op zijn plek houd. |
| 63                 | Sajō sabaku Ketting van de woestijn                               | De tegenstander wordt geheel verwikkeld in een lichtgevende, gouden ketting. |
| 75                 | Gochutekkan Vijf ijzeren pilaren                                  | Vijf grote ijzeren pilaren zetten de tegenstander vast in de grond. |
| 77                 | Tenteikūra Hemelse riksja in de lucht                             | Verstuurd een boodschap naar iedereen in een bepaald gebied. |
| 81                 | Danku Verdelende leegte                                           | Creëert een barrière in de vorm van een muur. Volgens Byakuya Kuchiki houd deze muur kido tot nummer 89 tegen. |
| 99, deel 1         | Kin Zegel                                                         | Bind de armen van de tegenstander met spirituele kracht en ijzeren schachten bij elkaar. |
| 99, deel 2         | Bankin Grote Zegel                                                | Deze spreuk heeft van top tot teen effect op de tegenstander. Eerst wordt de tegenstander met spirituele kracht omringt, daarna worden er metalen bladen in hem gestoken en ten slotte het derde deel waar een grote metalen kubus op de tegenstander neer komt. |

### Hado
| Nummer | Naam                                                                                    | Effect |
| ------ | --------------------------------------------------------------------------------------- | --- |
| 1      | Sho Duw                                                                                 | Duwt de tegenstander of object weg |
| 4      | Byakurai Witte bliksem                                                                  | Vuurt een bliksemschicht af vanuit de wijsvinger van de gebruiker |
| 31     | Shakkaho Schot van rood vuur                                                            | Vuurt een rode energiebal af op de tegenstander. |
| 32     | Ōkasen Gele vuur flits                                                                  | Vuurt een enorme wijde gele straal af. |
| 33     | Sokatsui Blauw vuur, stort neer                                                         | Vuurt blauwe energie af op de tegenstander. |
| 54     | Haien Vlammenafkeer                                                                     | Vuurt paarse energie af dat als het de tegenstander raakt ervoor zorgt dat de tegenstander in rook opgaat. |
| 63     | Raikoho Brullend kanon van donder                                                       | Vuurt gele energie af op tegenstander. |
| 73     | Soren sokatsui Tweeling blauw vuur, stort neer                                          | Dubbele versie van nummer 33, vuurt twee schoten af met een grotere kracht. |
| 88     | Hiryugekizokushintenraiho Slaande vliegende draak, hemel schuddend kanon van de bliksem | Vuurt spirituele energie af in de vorm van enorme elektrische straal. Zorgt voor een gigantische explosie. |
| 90     | Kurohitsugi Zwarte doodskist                                                            | Vormt een doos van zwarte energie rondom de tegenstander die daarna door tientallen staven wordt doorboord. |
| 91     | Senjū Kōten Taihō Duizend-hand felle hemel oogstende brand                              | Meerdere speren van licht worden op de tegenstander afgevuurd. Zorgt voor een enorme explosie. |
| 96     | Itto Kaso Zwaard van crematie                                                           | Zorgt ervoor dat een gigantische pilaar van vlammen ontstaat. De vlammen nemen de vorm aan van de top van een katana. Het verwond het lichaam van de gebruiker hevig, dus het is verboden.                           |
| 99     | Goryūtenmetsu Vijf wervelende draken van vernietiging                                   | Bij activering breekt energie een groot gebied rond de gebruiker open, waardoor de grond in pilaren omhoog gaat, voordat deze energie de lucht in gaat en vijf enorme, lichtpaarse draken boven de gebruiker vormen. |

### Overig
Deze spreuken zijn nog niet in een categorie ingedeeld.
| Naam                               | Effect | Gebruiker         |
| ---------------------------------- | --- | ----------------- |
| Hakufuku Kruipend wit              | Verwoest alles in een straal rondom de gebruiker.                                                           | Momo Hinamori     |
| Kyomon Gespiegelde deur            | Maakt een barrière van glas die moeilijk van buitenuit te breken is, maar makkelijk van binnenuit.          | Toshiro Hitsugaya |
| Hanki Omgekeerde demoon            | Zorgt ervoor dat de kido van de tegenstander teniet wordt gedaan.                                           | Yoruichi Shihoin  |
| Kidoho Kido kanon                  | Een groot kanon waar honderden shinigami moeten samenwerken om het kanon in werking te krijgen.             |                   |
| Kikanteishi Tijdelijke stilstand   | Een verboden spreuk die samen werd gebruikt met Kukanten'i                                                  | Tessai            |
| Kukanten'i Verplaatsing van ruimte | Verboden spreuk die samen met Kikanteishi is gebruikt om een gebied te transporteren naar een ander gebied. | Tessai            |